# Zonda Glacier
Zonda Glacier är en glaciär i Antarktis. Den ligger i Västantarktis. Argentina, Chile och Storbritannien gör anspråk på området. Zonda Glacier ligger 422 meter över havet.
Terrängen runt Zonda Glacier är huvudsakligen kuperad, men åt sydost är den platt. Trakten är obefolkad. Det finns inga samhällen i närheten.